# Cózar
Cózar es un municipio y localidad española de la provincia de Ciudad Real, en la comunidad autónoma de Castilla-La Mancha. El término municipal, que tiene una población de 899 habitantes (INE 2024), pertenece a la comarca del Campo de Montiel y a la región natural de La Mancha.

## Historia
En 1274, Gonzalo Ruiz Girón concedió el Fuero de Montiel, donde se hacía entrega de Cózar y Alcubillas a Montiel. Según otras fuentes el hecho tuvo lugar en 1275, siendo Pelayo Pérez maestre de la Orden de Santiago. En 1554, Cózar obtiene la independencia de Montiel tras el pago a la Corona de 1 350 800 maravedíes.
Hacia mediados del siglo XIX la localidad tenía una población de 680 habitantes. Aparece descrita en el séptimo volumen del Diccionario geográfico-estadístico-histórico de España y sus posesiones de Ultramar de Pascual Madoz con las siguientes palabras:

COZAR: v. con ayunt. en la prov. de Ciudad Real (13 leg.), part. jud. de Villanueva de los Infantes (2), aud terr. de Albacete (18), dióc. de Toledo (28), c. g. de Castilla la Nueva (Madrid 34), perteneciente á la orden de Santiago, campo de Montiel: sit. en una llanada bien ventilada, con clima templado y se padecen catarros y tercianas: tiene 100 casas, todas de piso bajo, con calles y plaza mal empedradas, casa de ayunt. en estado ruinoso: escuela de primeras letras dotada con 2,200 rs., á la que asisten 40 niños; igl. parr. dedicada á San Vicente Mártir, curato de entrada y provision del tribunal especial de las órdenes militares; el edificio es muy bueno con escelente sacristía, tal vez la mejor del campo de Montiel; y en los afueras al E. y O. 2 ermitas tituladas del Stmo. Cristo y la Virgen; se surte de aguas potables en algunos pozos de aguas gruesas; pero no dañosas. Confina el térm. N. con los de Infantes y Montiel; E. Almedina; S. Torre de Juan Abad; O. Torrenueva, á dist. de 1/4 á 1/2 leg., el cual se halla dividido en cuartos denominados Cotos altos, Cotos bajos, Campillos, Dehesas, Manchas y Redonda, de primera y segunda calidad, en terreno llano sin cerros, montes, ni r., y por consiguiente muy perseguido de la langosta: los caminos son locales y de ruedas á toda la prov., bastante malos en invierno: el correo se recibe en Infantes por peatón 2 veces á la semana. prod.: trigo candeal, jejar, cebada, centeno, vino, algun aceite, patatas y verduras; se mantiene ganado lanar y cabrio. pobl.: 130 vec., 680 alm. cap. imp.: 225,000 rs. contr.: con inclusion de culto y clero 14,092 rs. 11 mrs.
(Madoz, 1847, p. 164)

## Demografía
Cózar cuenta con una población de 899 habitantes (INE 2024).
| Gráfica de evolución demográfica de Cózar entre 1842 y 2021                                                         |
| |
| Población de derecho según los censos de población del INE Población de hecho según los censos de población del INE |

## Administración y política

### Listado de alcaldes desde 1979
| Nombre                         | Lista     | Fecha de posesión   | Fecha de baja       |
| ------------------------------ | --------- | ------------------- | ------------------- |
| José Zaragoza González         | UCD       | 19 de abril de 1979 | 23 de mayo de 1983  |
| Joaquín Gallego de Nova        | AP/PDP/UL | 23 de mayo de 1983  | 30 de junio de 1987 |
| Joaquín Gallego de Nova        | AP        | 30 de junio de 1987 | 15 de junio de 1991 |
| María del Carmen Rico Jiménez  | PSCM-PSOE | 15 de junio de 1991 | 17 de junio de 1995 |
| María del Carmen Rico Jiménez  | PSCM-PSOE | 17 de junio de 1995 | 3 de julio de 1999  |
| María del Carmen Rico Jiménez  | PSCM-PSOE | 3 de julio de 1999  | 14 de junio de 2003 |
| María del Carmen Rico Jiménez  | PSCM-PSOE | 14 de junio de 2003 | 16 de junio de 2007 |
| Manuel Fernández-Yáñez de Nova | PP-CLM    | 16 de junio de 2007 | 11 de junio de 2011 |
| Alipio García Rodríguez        | PSCM-PSOE | 11 de junio de 2011 | 13 de junio de 2015 |
| Alipio García Rodríguez        | PSCM-PSOE | 13 de junio de 2015 | 15 de junio de 2019 |
| Luis Rico Armero               | PSCM-PSOE | 15 de junio de 2019 | 17 de junio de 2023 |
| Luis Rico Armero               | PSCM-PSOE | 17 de junio de 2023 | –                   |

### Composición del ayuntamiento por legislatura
1979-1983
| Lista     | N.⁰ de concejales |
| --------- | ----------------- |
| UCD       | 7                 |
| PSCM-PSOE | 4                 |
| Total     | 11                |

1983-1987
| Lista     | N.⁰ de concejales |
| --------- | ----------------- |
| AP-PDP-UL | 5                 |
| PSCM-PSOE | 4                 |
| Total     | 9                 |

1987-1991
| Lista     | N.⁰ de concejales |
| --------- | ----------------- |
| AP        | 4                 |
| PSCM-PSOE | 3                 |
| CDS       | 2                 |
| Total     | 9                 |

1991-1995
| Lista     | N.⁰ de concejales |
| --------- | ----------------- |
| PSCM-PSOE | 5                 |
| PP-CLM    | 4                 |
| Total     | 9                 |

1995-1999
| Lista     | N.⁰ de concejales |
| --------- | ----------------- |
| PSCM-PSOE | 5                 |
| PP-CLM    | 4                 |
| Total     | 9                 |

1999-2003
| Lista     | N.⁰ de concejales |
| --------- | ----------------- |
| PSCM-PSOE | 5                 |
| PP-CLM    | 4                 |
| Total     | 9                 |

2003-2007
| Lista     | N.⁰ de concejales |
| --------- | ----------------- |
| PP-CLM    | 5                 |
| PSCM-PSOE | 4                 |
| Total     | 9                 |

2007-2011
| Lista     | N.⁰ de concejales |
| --------- | ----------------- |
| PP-CLM    | 5                 |
| PSCM-PSOE | 4                 |
| Total     | 9                 |

2011-2015
| Lista     | N.⁰ de concejales |
| --------- | ----------------- |
| PSCM-PSOE | 5                 |
| PP-CLM    | 4                 |
| Total     | 9                 |

2015-2019
| Lista     | N.⁰ de concejales |
| --------- | ----------------- |
| PSCM-PSOE | 6                 |
| PP-CLM    | 3                 |
| Total     | 9                 |

2019-2023
| Lista     | N.⁰ de concejales |
| --------- | ----------------- |
| PSCM-PSOE | 4                 |
| PP-CLM    | 3                 |
| Total     | 7                 |

2023-2027
| Lista     | N.⁰ de concejales |
| --------- | ----------------- |
| PSCM-PSOE | 5                 |
| PP-CLM    | 2                 |
| Total     | 7                 |